# Zebinella guadeloupensis
Zebinella guadeloupensis is een slakkensoort uit de familie van de Rissoinidae. De wetenschappelijke naam van de soort werd in 2013 voor het eerst geldig gepubliceerd door Marien J. Faber en Robert Moolenbeek. Deze zeeslakkensoort komt voor bij Guadeloupe in de Caraïbische Zee.